# Cervejaria Cidade Imperial

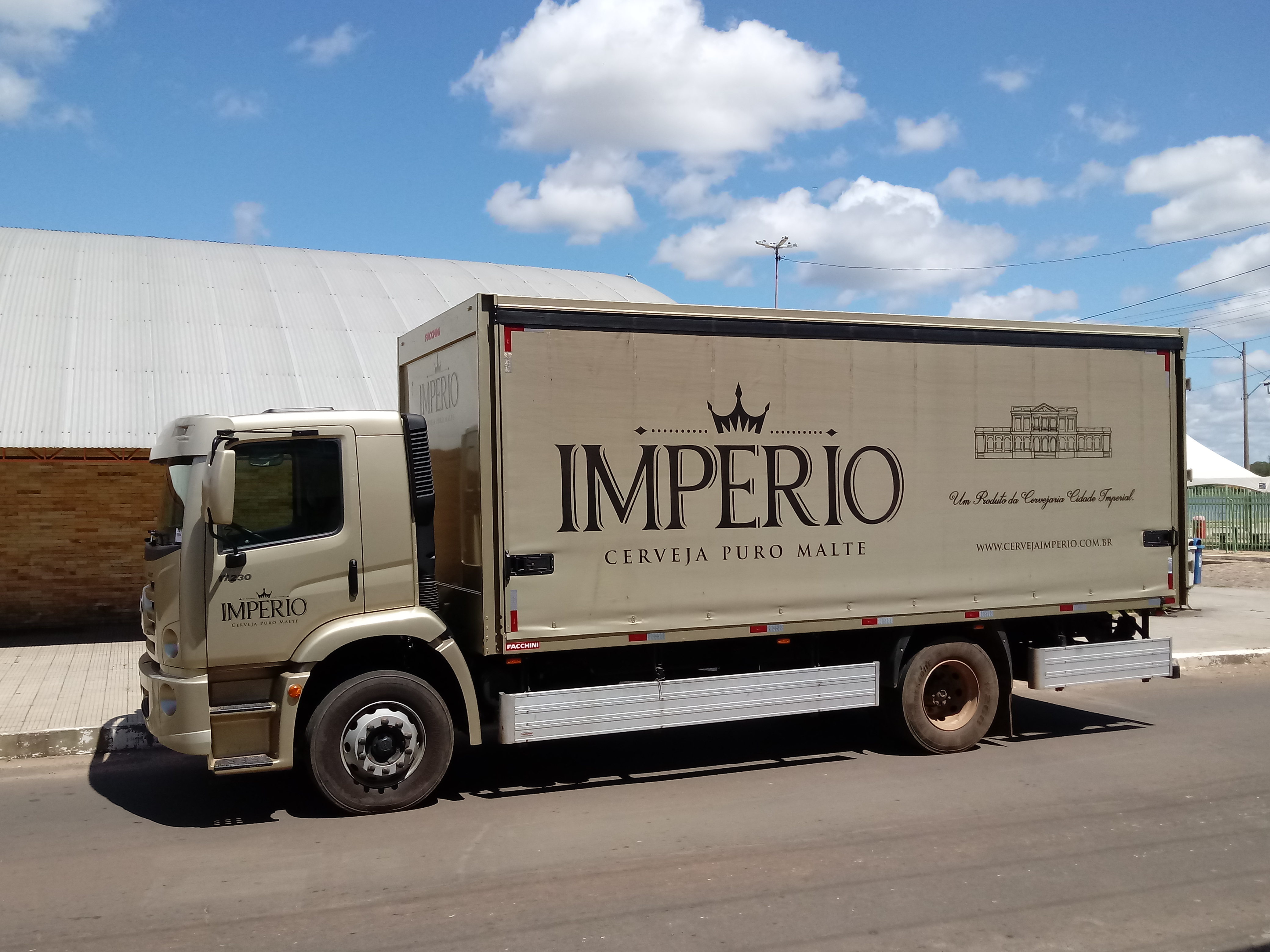
Veículo da cervejaria.

A Cervejaria Cidade Imperial é uma empresa brasileira fabricante de bebidas, sediada no município de Petrópolis (RJ).

## História

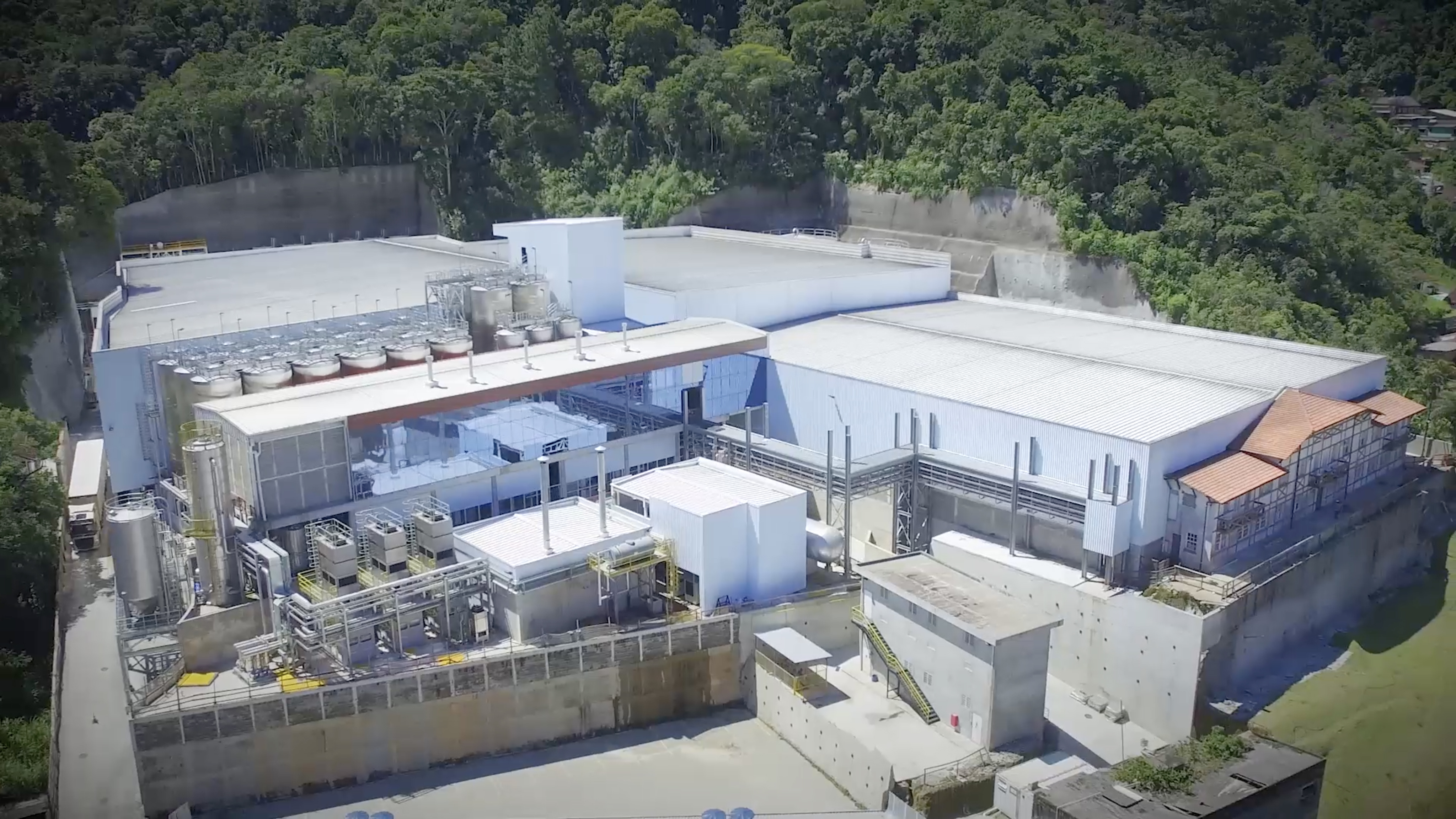
Fábrica da Cervejaria Cidade Imperial em Petrópolis, construída em 2012

Fundada em 1997 por  Francisco de Orleans e Bragança, membro do Ramo de Vassouras da Família Imperial, a Cervejaria Cidade Imperial iniciou como uma pequena cervejaria artesanal, alcançando uma centena de pontos de venda no estado do Rio de Janeiro com seu produto principal.
A fábrica da Cidade Imperial acabou destruída em 2008 e 2011 durante enchentes do Rio Preto, tendo a última causado um prejuízo de 1,5 milhão de reais. Após a segunda destruição, seus proprietários transferiram a fábrica do bairro Vale da Boa Esperança para Mosela, no Centro Histórico de Petrópolis, onde a Cidade Imperial passou por um relançamento em 2012.
A empresa foi adquirida em junho de 2015 pelo Grupo Irmãos Faria, do qual Cléber da Silva Faria faz parte sendo sócio-proprietário da cervejaria. Anteriormente Cléber foi acionista do Grupo Petrópolis, dono das marcas Itaipava, Crystal, Lokal e Petra, entre outras; que atualmente é gerida por Walter Faria, tio de Cléber. Cléber Faria chegou a ser diretor comercial e sócio do Grupo Petrópolis, mas deixou a companhia em 2011, após romper relações com o tio; de acordo com fontes familiarizadas com o assunto, Walter Faria e Cléber Faria se desentenderam após o dono do Grupo Petrópolis reclamar de patrocínios autorizados por Cléber Faria a campeonatos e equipes de automobilismo. Cléber competia no campeonato nacional de Gran Turismo (GT) (GT). O Grupo Petrópolis patrocinou, entre 2009 e 2011, a organização do GT3 Brasil. À época, o Grupo Petrópolis informou que optou por promover ações de marketing na Fórmula 1, com a equipe Ferrari, porque dava mais visibilidade à TNT Energy Drink. Walter Faria demitiu Cléber e seu irmão Vanuê Faria e também excluiu os sobrinhos da sociedade no Grupo Petrópolis. O advogado de Cléber Faria disse que ele não mais mantém relações com o seu tio Walter Faria.
Em 2017 a Cidade Imperial buscou financiamento de 200 milhões de reais para ampliar sua fábrica e construir uma segunda unidade e lançar sua segunda marca, Império. A ampliação da fábrica permitiu a Cidade Imperial fabricar cerca de 70 mil litros de cerveja por mês. Durante a construção da segunda fábrica no bairro Bingen, em Petrópolis, em uma antiga fábrica de tecidos Rocca, a empresa foi acusada de crime ambiental pois estava despejando detritos oriundos da construção da cervejaria em áreas de proteção ambiental, de acordo com investigações da Polícia Civil do Estado do Rio de Janeiro.
Dois anos depois, com o crescimento de vendas da Império, foi aberta a terceira fábrica, em Frutal (MG), para fabricar a Império e a terceira marca lançada, Puro Malte.